# Aksel Madsen
Aksel Christian Dalgaard Madsen (* 29. Juli 1899 in Nykøbing Mors; † 15. Dezember 1988 in Herlev) war ein dänischer Marathonläufer.

## Karriere
Madsen nahm 1928 an den Olympischen Spielen in Amsterdam teil. Hier erreichte er im Marathonlauf das Ziel nicht. Zwei Jahre später errang er bei den dänischen Meisterschaften den Titel.